# Dombeya polyphylla
Dombeya polyphylla är en malvaväxtart som beskrevs av Karl Moritz Schumann. Dombeya polyphylla ingår i släktet Dombeya och familjen malvaväxter. Inga underarter finns listade i Catalogue of Life.